# West Jordan
Die Stadt West Jordan liegt im  Salt Lake County im US-Bundesstaat Utah und ist ein Vorort im Südwesten von Salt Lake City. Mit einer Bevölkerung von 116.961 (Stand: Volkszählung 2020) Personen ist West Jordan die viertgrößte Stadt Utahs.
Die Stadt begann als kleiner Außenposten der Mormonen im 19. Jahrhundert, in dem verschiedene Rohstoffe für die Hauptstadt gewonnen wurden.
Zu den Sehenswürdigkeiten der Stadt gehören die 1916 errichtete Zuckerfabrik, der Stadtteil Gardner Village  von 1850, das Oquirrh-Gebirge, der Jordan River und die Kennecott-Kupfermine, der weltgrößte Tagebau für Kupfer. In West Jordan liegt auch der South Valley Regional Airport (vormals Salt-Lake-City 2).

## Geschichte
West Jordan erhielt seinen Namen von den mormonischen Siedlern, als sie 1847 mit Brigham Young in das Salt Lake Valley kamen. Diese ersten Siedler verglichen das Tal mit dem gelobten Land der fünf Bücher Mose und nannten den Fluss im Osten ihrer ersten Siedlung Jordan. Dieser Fluss fließt, wie sein biblisches Vorbild, von einem Süßwassersee (Utah Lake) zu einem Salzsee (Großer Salzsee). West Jordan wurde um 1849 am Westufer des Jordanflusses gegründet. 
Archibald Gardner errichtete 1850 ein Sägewerk und einige Häuser, die zum Teil heute noch im Gardner Village besichtigt werden können.
Das frühe West Jordan lebte hauptsächlich von Landwirtschaft, Wassermühlen und Bergwerken. Die erste Gerberei westlich des Mississippi wurde hier 1851 errichtet.
Seit den 1970er Jahren ist West Jordan stark angewachsen (von 1970: 4.221 auf 2004: 89.011 Einwohner).

### Einwohnerentwicklung
| Jahr | Einwohner¹ |
| ---- | ---------- |
| 1980 | 27.325     |
| 1990 | 42.915     |
| 2000 | 78.721     |
| 2010 | 103.609    |
| 2020 | 116.961    |

¹ 1980 – 2020: Volkszählungsergebnisse

## Geographie
West Jordan wird im Westen durch das Oquirrh-Gebirge und im Osten durch den Jordan River begrenzt.
Nach Angaben des United States Census Bureau breitet sich die Stadt über eine Fläche von 80,0 km² aus.
Die Nachbarstädte von West Jordan sind Taylorsville und Kearns im Norden, South Jordan im Süden, Sandy und Midvale im Osten und nordwestlich angrenzend West Valley City.

## Bevölkerungsstatistik
Nach der Volkszählung von 2000 leben in West Jordan 68.336 Menschen in 18.897 Haushalten und 16.232 Familien. Die Bevölkerungsdichte liegt bei 853,9 Personen/km². Auf die Fläche der Stadt verteilt befinden sich 19.597 Wohneinheiten, das entspricht einer mittleren Dichte von 244,9 Personen/km². Die Bevölkerung teilt sich auf in 88,76 % Weiße, 0,64 % Afroamerikaner, 0,56 % indianischer Abstammung, 2,04 % Asiaten, 0,94 % Ozeanier und 2,31 % mit zwei oder mehr Ethnizitäten. Hispanics machen mit 10,07 % den zweitgrößten Anteil an der Bevölkerung von West Jordan aus.